# طومي كاسيدي
طومي كاسيدي (بالإنجليزية: Tommy Cassidy)‏ (18 نوفمبر 1950 ببلفاست في المملكة المتحدة - 2 أغسطس 2024) هو مدرب كرة قدم ولاعب كرة قدم أيرلندي شمالي في مركز الوسط، شارك في كأس العالم 1982. وشارك مع منتخب أيرلندا الشمالية لكرة القدم. أما مع النوادي، فقد لعب مع غلينتوران ونادي أبويل ونادي بيرنلي ونيوكاسل يونايتد ونادي رينجرز ‏.

## وصلات خارجية
- طومي كاسيدي على موقع قاعدة بيانات كرة القدم.إي يو (الإنجليزية)
- طومي كاسيدي على موقع ناشيونال فوتبول تيمز (الإنجليزية)
- طومي كاسيدي على موقع Soccerway.com (الإنجليزية)
- طومي كاسيدي على موقع عالم كرة القدم.نت (الإنجليزية)